# Ki no Tokibumi
 (novembre 2023).
Si vous disposez d'ouvrages ou d'articles de référence ou si vous connaissez des sites web de qualité traitant du thème abordé ici, merci de compléter l'article en donnant les références utiles à sa vérifiabilité et en les liant à la section « Notes et références ».
Ki no Tokibumi (紀 時文, né en 922, mort en 996) est un poète de waka de l'époque de Heian, membre de la noblesse japonaise. En tant qu'un des cinq du Nashitsubo no gonin (梨壺の五人), il participe à la compilation du Gosen Wakashū. Il réunit également des lectures kundoku (訓読) pour des textes issus du Man'yōshū.